# Dekanat Szczecin-Żelechowa
Dekanat Szczecin-Żelechowo – jeden z siedmiu dekanatów w Szczecinie należący do archidiecezji szczecińsko-kamieńskiej.

## Parafie
- Szczecin Stołczyn - Parafia Niepokalanego Serca Najświętszej Maryi Panny w Szczecinie-Stołczynie
- Szczecin Golęcino - Parafia Najświętszej Maryi Panny Nieustającej Pomocy w Szczecinie
- Szczecin - Parafia św. Stanisława Kostki w Szczecinie
- Szczecin Skolwin - Parafia Chrystusa Króla w Szczecinie
- Szczecin Warszewo - Parafia św. Antoniego w Szczecinie
- Szczecin Żelechowa - Parafia Matki Bożej Ostrobramskiej w Szczecinie
- Szczecin Niebuszewo - Parafia Miłosierdzia Bożego w Szczecinie
- Szczecin Żelechowa - Parafia św. Krzysztofa w Szczecinie
- Szczecin Bukowo - Parafia św. Siostry Faustyny Kowalskiej w Szczecinie
- Szczecin - Parafia św. Mikołaja w Szczecinie (rzymskokatolicka)

## Funkcje w dekanacie
- Dziekan:  ks. kan. mgr Ryszard Kamiński
- Wicedziekan: ks. kan. mgr Czesław Baraniewicz
- Ojciec duchowny: ks. kan. mgr Adam Bocheński